# Ипсала
Ипсала (на турски: İpsala) е град, център на едноименна околия във вилает Одрин до река Марица в беломорската част на Одринска Тракия, днес в Турция.
Край града е един от основните гранични контролно-пропускателни пунктове между Турция и Гърция. През Ипсала минава европейски път E84 (турско обозначение D.110), който свързва границата с Гърция с град Родосто и крайбрежието на Мраморно море.